# In-yeon mandeulgi
In-yeon mandeulgi (인연 만들기?), noto anche con il titolo internazionale Creating Destiny, è un drama coreano del 2010.
Il drama è divenuto celebre per aver fatto realmente innamorare i due protagonisti, Eugene e Ki Tae-young, i quali si sono sposati l'anno successivo.

## Trama
Hang Sang-eun, emigrata da piccola in Australia con la famiglia, ha conosciuto Alex, ragazzo che intenderebbe sposare. Il padre della giovane ritiene però che l'uomo non sia adatto per la figlia, e anzi insiste perché conosca il figlio di un suo amico, Kim Yeo-joon, obbligandola a tornare in Corea. Dato che Yeo-joon non è minimamente intenzionato a intraprendere una relazione con la ragazza, i due si mettono d'accordo per poter evitare il matrimonio che i loro genitori tanto desiderano; il piano iniziale deve tuttavia fare i conti con i reciproci sentimenti che iniziano ad affiorare in loro.